# Van Gogh az örökkévalóság kapujában
A Van Gogh az örökkévalóság (eredeti cím: At Eternity's Gate) 2018-ban bemutatott brit-amerikai-francia életrajzi filmdráma Vincent van Gogh festőművész életének utolsó éveiről. A film a Van Gogh-életrajzírók, Steven Naifeh és Gregory White Smith vitatott elméletét dramatizálja, amelyben azt feltételezik, hogy Van Gogh halálát nem öngyilkosság, hanem csínytevés okozta.
Rendezője és társszerkesztője Julian Schnabel, a forgatókönyvet Schnabel, Jean-Claude Carrière és Louise Kugelberg írta. A főszerepben Willem Dafoe, Rupert Friend, Oscar Isaac, Mads Mikkelsen, Mathieu Amalric, Emmanuelle Seigner és Niels Arestrup látható. A forgatás 2017 végén, 38 napon keresztül zajlott Franciaország különböző helyszínein, ahol Van Gogh utolsó éveiben lakott.
A film világpremierjét a 75. Velencei Nemzetközi Filmfesztiválon tartották 2018. szeptember 3-án. A CBS Films 2018. november 16-án mutatta be az Amerikai Egyesült Államokban, majd 2019. február 15-én a Netflixen Franciaországban. A Curzon Artificial Eye 2019. március 29-én mutatta be az Egyesült Királyságban a mozikban és Video on Demand platformon keresztül. Általánosságban pozitív véleményeket kapott a kritikusoktól; Dafoe színészi játékát széles körben elismerték, és alakításáért Dafoe-t jelölték többek között a legjobb férfi főszereplőnek járó Oscar-díjra és a legjobb filmszínésznek járó Golden Globe-díjra, valamint elnyerte a legjobb színésznek járó Volpi-kupát a 75. Velencei Nemzetközi Filmfesztiválon.

## Cselekmény
Vincent van Gogh holland festő a franciaországi Arlesban és Auvers-sur-Oise-ban töltött, magának kiszabott száműzetése alatt alakítja ki egyedi, színes festészeti stílusát. Miközben küzd a vallással, az elmezavarral és a Paul Gauguin francia művésszel való viharos barátságával, van Gogh a művészete által okozott fájdalmak helyett az örökkévalósággal való kapcsolatára kezd koncentrálni a jelenben.

## Szereplők
| Szerep                      | Színész               | Magyar hang        |
| --------------------------- | --------------------- | ------------------ |
| Vincent van Gogh            | Willem Dafoe          | Sörös Sándor       |
| Theo van Gogh               | Rupert Friend         | Zöld Csaba         |
| Pap                         | Mads Mikkelsen        | Gyurity István     |
| Dr. Paul Gachet             | Mathieu Amalric       | Pusztaszeri Kornél |
| Az arles-i nő/Madame Ginoux | Emmanuelle Seigner    | Farkasinszky Edit  |
| Paul Gauguin                | Oscar Isaac           | Stohl András       |
| őrült                       | Niels Arestrup        | Dézsy Szabó Gábor  |
| Doktor Felix Ray            | Vladimir Consigny     | Bozsó Péter        |
| Gaby                        | Stella Schnabel       |                    |
| Johanna van Gogh-Bonger     | Amira Casar           | Szőlőskei Tímea    |
| igazgató                    | Vincent Pérez         |                    |
| tanárnő                     | Anne Consigny         |                    |
| Tambourin művésznő          | Alexis Michalik       |                    |
| Lány az úton                | Lolita Chammah        | Vámos Mónika       |
| Menedékőr                   | Didier Jarre          |                    |
| Kávézó tulajdonos           | Vincent Grass         | Albert Péter       |
| Aurier cikke                | Louis Garrel (hangja) |                    |

### Magyar változat
- Magyar szöveg: Bányai István
- Hangmérnök: Bederna László
- Vágó: Pilipár Éva
- Gyártásvezető: Vigvári Ágnes
- Szinkronrendező: Nikodém Gerda
- Produkciós vezető: Witzenleiter Kitti

A szinkront a Direct Dub Studios készítette el.

## Filmkészítés

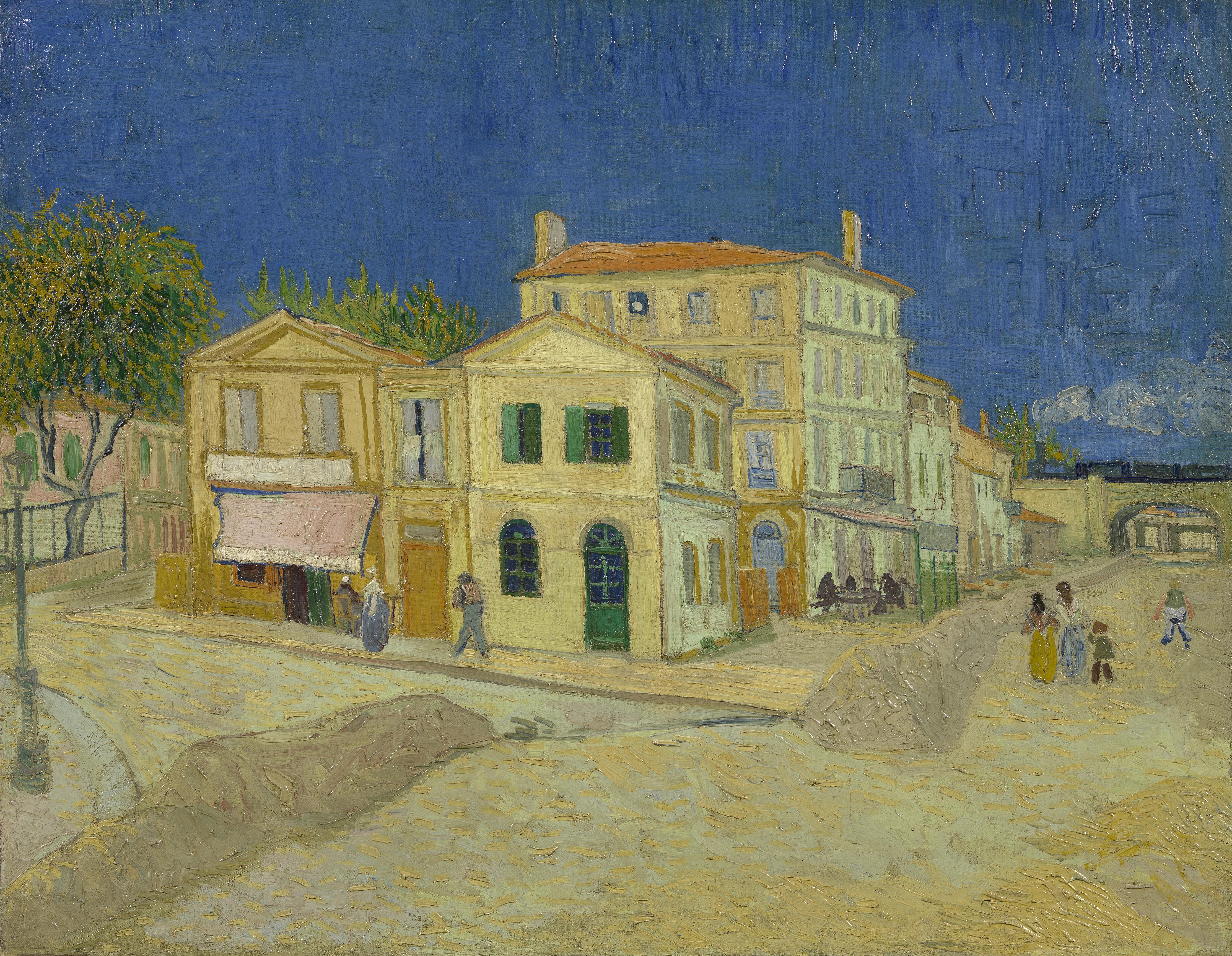
A sárga ház, Arles, 1888. A szobát és a házat, ahol Van Gogh lakott, azóta lebontották és helyi parkká alakították át.

2017 májusában Schnabel bejelentette, hogy Vincent van Gogh festőről szóló filmet fog rendezni, amelynek főszerepében Willem Dafoe-t láthatjuk. A filmhez Schnabel Naifeh és Smith elméletét adaptálja, amely szerint Van Gogh nem öngyilkosságban, hanem mások csínytevése miatt halt meg, amely a film forgatókönyvének kiindulópontja. A filmet Azzedine Alaïa tunéziai divattervezőnek ajánlják.

### Forgatás
A filmet 2017 szeptemberétől 38 napon át forgatták Arlesban, Bouches-du-Rhône-ban és Auvers-sur-Oise-ban (Franciaország), mindazon helyszíneken, ahol Van Gogh utolsó éveiben élt.

### Filmzene
A film zenéjét Tatiana Lisovskaya szerezte. A zene túlnyomórészt szólózongorára készült, minimális klasszikus hangzásban, időnként szólóhangszeres és vonósnégyes kísérettel. A filmzene 16 zeneszámot tartalmaz, és 2018-ban jelent meg.

## Bemutató

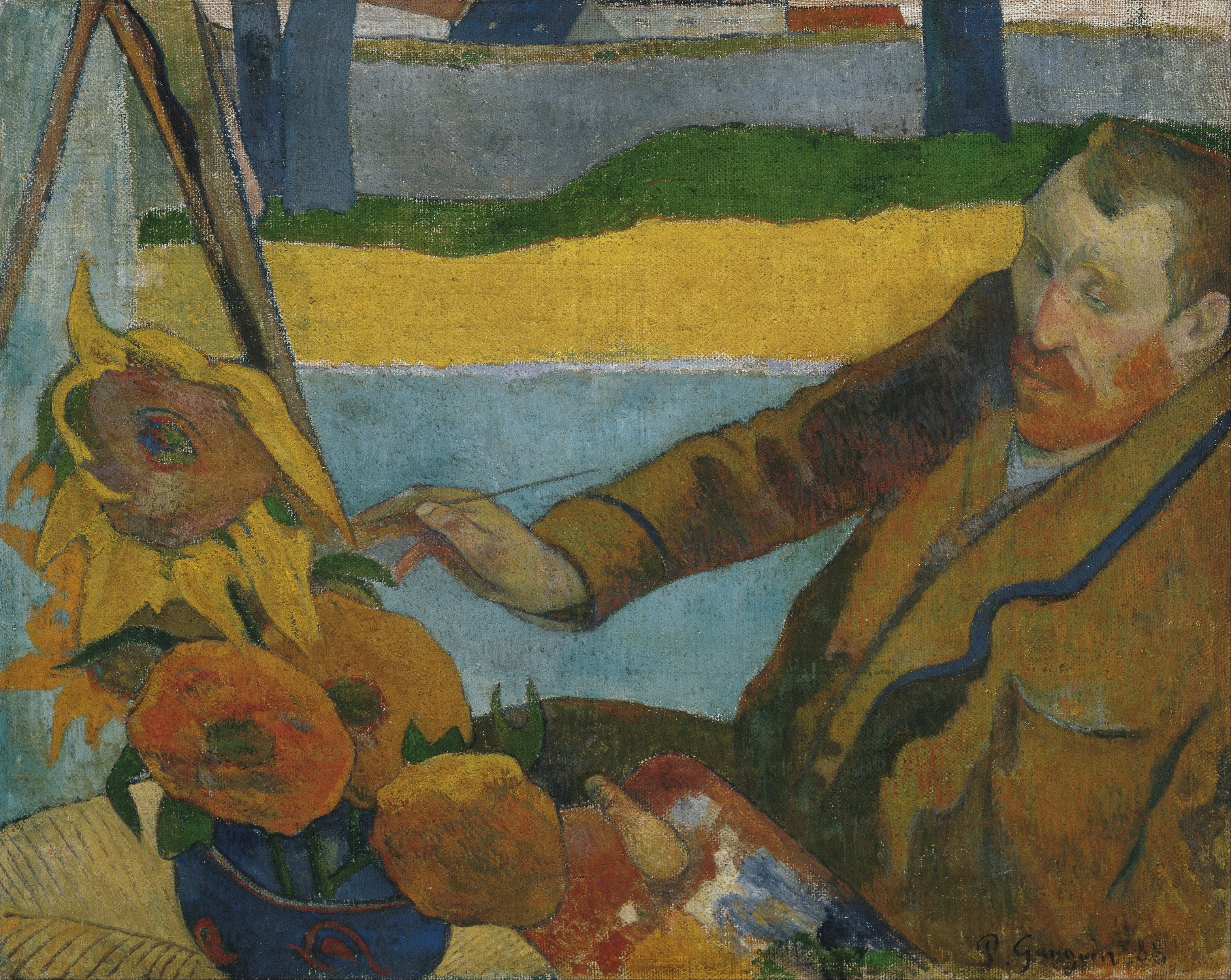
Paul Gauguin festette A napraforgók festője: Vincent van Gogh portréját 1888-ban Arles-ban. Jelenleg az amszterdami Van Gogh Múzeumban található.

2018 májusában a CBS Films megvásárolta a film forgalmazási jogait. Világpremierje 2018. szeptember 3-án volt a 75. Velencei Nemzetközi Filmfesztiválon. A filmet 2018. október 12-én a New York-i Filmfesztiválon is bemutatták. A filmet 2018. november 16-án mutatták be az Egyesült Államokban. Franciaországban 2019. február 15-től kezdve a Netflixen is elérhetővé vált streaming formában. A Curzon Artificial Eye 2019. március 29-én egyidejűleg mutatta be a mozikban és Video on Demand platformon az Egyesült Királyságban.

### Médiakiadás
A Van Gogh az örökkévalóság kapujában 2019. január 29-én jelent meg Digital HD-n, február 12-én pedig Blu-rayen és DVD-n. A különlegességek közé tartozik egy audiokommentár Julian Schnabel és Louise Kugelberg közreműködésével, valamint három kisfilm.

## Fordítás
- Ez a szócikk részben vagy egészben  az   At Eternity's Gate (film) című angol Wikipédia-szócikk fordításán alapul.  Az eredeti cikk szerkesztőit annak laptörténete sorolja fel. Ez a jelzés csupán a megfogalmazás eredetét és a szerzői jogokat jelzi, nem szolgál a cikkben szereplő információk forrásmegjelöléseként.